# شادی قوشه
شادی قوشه (انگلیسی: Shadi Ghosheh؛ زادهٔ ۵ دسامبر ۱۹۸۷) بازیکن فوتبال اهل ایتالیا است.
از باشگاه‌هایی که در آن بازی کرده‌است می‌توان به باشگاه فوتبال ونتزیا، باشگاه فوتبال پرو ورچلی، باشگاه فوتبال آلساندریا، و باشگاه فوتبال مسینا اشاره کرد.